# Ulrich Ramé
Ulrich Ramé (Nantes, 19 de setembro de 1972) é um ex-goleiro de futebol francês.

## Carreira

### Angers
Ramé se profissionalizou no Angers, em 1991.

## Títulos

### Clube
Bordeaux
- Ligue 1: 1998–99, 2008–09
- Coupe de la Ligue: 2001–02, 2006–07, 2008–09
- Trophée des Champions: Vice 1999

França
- Copa das Confederações: 2001